# Dioon stevensonii
Dioon stevensonii — вид саговникоподібних з родини замієвих (Zamiaceae). Місцем проживання цього виду є Мексика (Мічоакан, Герреро).